# James Cullen
James Cullen S.J. (Drogheda, República da Irlanda, 19 de abril de 1867 – 7 de dezembro de 1933) foi um sacerdote jesuíta e matemático irlandês.
Nasceu na 89 West Street, Drogheda, filho de Michael Cullen, padeiro, e Catherine McDonough. Inicialmente teve professor particular, depois foi educado pelos irmãos cristãos. Estudou matemática pura e aplicada no Trinity College (Dublin), e depois no Mungret College, Limerick, antes de decidir tornar-se um jesuíta. Estudou na Inglaterra na Mansera House e em St. Mary e foi ordenado sacerdote em 31 de julho de 1901.
Em 1905 lecionou matemática no Mount St. Mary's College em Derbyshire e publicou suas descobertas d que é atualmente conhecido como número de Cullen em teoria dos números.
Acabou cuidando das contas da província inglesa dos jesuítas, enquanto contribuía para os periódicos de matemática.

## References
- Keller, Wilfrid (1995).  New Cullen primes.  Math. Comp. 64, 1733–1741.